# Sajga
Sajga (Saiga tatarica) je kritično ogrožena vrsta antilope, ki je v antiki naseljevala ogromno območje Evrazijske stepe, ki sega do vznožja Karpatov na severozahodu in Kavkaza na jugozahodu do Mongolije na severovzhodu in Dzungarije jugovzhodu. V času pleistocena so se pojavljale tudi v Beringiji v Severni Ameriki in na Britanskem otočju. Danes prevladujočo podvrsto (S. t. tatarica) najdemo le v eni regiji v Rusiji (v Republiki Kalmikiji in Astrahanski oblasti in treh območjih v Kazahstanu (Ural, Ustjurt in Betpak-Dala). Del populacije na Ustjurtski planoti se pozimi seli na jug v Uzbekistan in občasno v Turkmenistan. Na Kitajskem in v jugozahodni Mongoliji je izumrla. Lovili so jo v Romuniji in Moldaviji, dokler v teh regijah konec 18. stoletja ni izumrla. Mongolsko podvrsto (S. t. mongolica) najdemo le v zahodni Mongoliji.

## Taksonomija in filogenija
Znanstveno ime sajge je Saiga tatarica. Je edini živeči član svojega rodu in je uvrščena v družino Bovidae (votlorogi). To vrsto je prvi opisal švedski zoolog Carl Linnaeus v 12. izdaji Systema Naturae (1766). Linnaeus ji je dal ime Capra tatarica . Odnos med sajgo in tibetansko antilopo (Pantholops hodgsonii) je že dolgo tema razprav. Angleški zoolog Reginald Innes Pocock ju je leta 1910 razvrstil v različne poddružine.
Leta 1945 je ameriški paleontolog George Gaylord Simpson obe uvrstil v pleme Saigini pod isto poddružino, Caprinae. Kasnejši avtorji niso bili prepričani o razmerju med obema, dokler filogenetske študije v 1990-ih niso razkrile, da je tibetanska antilopa, čeprav je morfološko podobna, bližja Caprinae, medtem ko je sajga bližje Antilopinae.
Eva Verena Bärmann (z univerze v Cambridgeu) in sodelavci so v reviziji filogenije plemena Antilopini na podlagi jedrskih in mitohondrijskih podatkov leta 2013 pokazali, da je sajga sestra klad, ki sta ga oblikovala skokonoga gazela (Antidorcas marsupialis) in gerenuk (Litocranius walleri). Študija je ugotovila, da se lahko sajga in skokonoga gazela bistveno razlikujeta od preostalih antilopinov; filogenetska študija iz leta 2007 je pokazala, da dva tvorita sestro rodovniku gerenuka . Spodnji kladogram temelji na študiji iz leta 2013.
|  | Gazela                                 |
|  |                                        |
|  | Jelenja antilopa (Antilope cervicapra) |
|  |                                        |

|  | Nanger   |
|  |          |
|  | Eudorcas |
|  |          |

|  | Gazela                                 |
|  |                                        |
|  | Jelenja antilopa (Antilope cervicapra) |
|  |                                        |

|  | Nanger   |
|  |          |
|  | Eudorcas |
|  |          |

|  | Skokonoga gazela |
|  |                  |
|  | Gerenuk          |
|  |                  |

|  | Gazela                                 |
|  |                                        |
|  | Jelenja antilopa (Antilope cervicapra) |
|  |                                        |

|  | Nanger   |
|  |          |
|  | Eudorcas |
|  |          |

|  | Gazela                                 |
|  |                                        |
|  | Jelenja antilopa (Antilope cervicapra) |
|  |                                        |

|  | Nanger   |
|  |          |
|  | Eudorcas |
|  |          |

|  | Skokonoga gazela |
|  |                  |
|  | Gerenuk          |
|  |                  |

|  | Gazela                                 |
|  |                                        |
|  | Jelenja antilopa (Antilope cervicapra) |
|  |                                        |

|  | Nanger   |
|  |          |
|  | Eudorcas |
|  |          |

|  | Gazela                                 |
|  |                                        |
|  | Jelenja antilopa (Antilope cervicapra) |
|  |                                        |

|  | Nanger   |
|  |          |
|  | Eudorcas |
|  |          |

|  | Skokonoga gazela |
|  |                  |
|  | Gerenuk          |
|  |                  |

|  | Gazela                                 |
|  |                                        |
|  | Jelenja antilopa (Antilope cervicapra) |
|  |                                        |

|  | Nanger   |
|  |          |
|  | Eudorcas |
|  |          |

|  | Gazela                                 |
|  |                                        |
|  | Jelenja antilopa (Antilope cervicapra) |
|  |                                        |

|  | Nanger   |
|  |          |
|  | Eudorcas |
|  |          |

|  | Skokonoga gazela |
|  |                  |
|  | Gerenuk          |
|  |                  |

|  | Gazela                                 |
|  |                                        |
|  | Jelenja antilopa (Antilope cervicapra) |
|  |                                        |

|  | Nanger   |
|  |          |
|  | Eudorcas |
|  |          |

|  | Gazela                                 |
|  |                                        |
|  | Jelenja antilopa (Antilope cervicapra) |
|  |                                        |

|  | Nanger   |
|  |          |
|  | Eudorcas |
|  |          |

|  | Skokonoga gazela |
|  |                  |
|  | Gerenuk          |
|  |                  |

|  | Gazela                                 |
|  |                                        |
|  | Jelenja antilopa (Antilope cervicapra) |
|  |                                        |

|  | Nanger   |
|  |          |
|  | Eudorcas |
|  |          |

|  | Gazela                                 |
|  |                                        |
|  | Jelenja antilopa (Antilope cervicapra) |
|  |                                        |

|  | Nanger   |
|  |          |
|  | Eudorcas |
|  |          |

|  | Skokonoga gazela |
|  |                  |
|  | Gerenuk          |
|  |                  |

|  | Gazela                                 |
|  |                                        |
|  | Jelenja antilopa (Antilope cervicapra) |
|  |                                        |

|  | Nanger   |
|  |          |
|  | Eudorcas |
|  |          |

|  | Gazela                                 |
|  |                                        |
|  | Jelenja antilopa (Antilope cervicapra) |
|  |                                        |

|  | Nanger   |
|  |          |
|  | Eudorcas |
|  |          |

|  | Skokonoga gazela |
|  |                  |
|  | Gerenuk          |
|  |                  |

|  | Gazela                                 |
|  |                                        |
|  | Jelenja antilopa (Antilope cervicapra) |
|  |                                        |

|  | Nanger   |
|  |          |
|  | Eudorcas |
|  |          |

|  | Gazela                                 |
|  |                                        |
|  | Jelenja antilopa (Antilope cervicapra) |
|  |                                        |

|  | Nanger   |
|  |          |
|  | Eudorcas |
|  |          |

|  | Skokonoga gazela |
|  |                  |
|  | Gerenuk          |
|  |                  |

Priznani sta dve podvrsti:
- S. t. mongolica Bannikov, 1946: znana tudi kot mongolska sajga, včasih jo obravnavajo kot samostojno vrsto ali kot podvrsto S. borealis; omejena je na Mongolijo.
- S. t. tartarica (Linnaeus, 1766): znana tudi kot ruska sajga, pojavlja se v osrednji Aziji.

## Evolucija
Fosili sajge, koncentrirani predvsem v osrednji in severni Evraziji, segajo že v pozni pleistocen (skoraj 0,1 mio). Iz pleistocena severne Evrazije je bila ugotovljena izumrla vrsta sajge, S. borealis. Fosili, izkopani z najdišča Buran Kaja III. (Krim), segajo v prehod iz pleistocena v holocen . Zdi se, da se morfologija sajge od prazgodovine ni bistveno spremenila.
Pred holocenom se je sajga gibala od skrajnega zahoda (sodobna Anglija in Francija) pa vse do vzhoda, severna Sibirija, Aljaska in verjetno Kanada. Antilopa je postopoma vstopila na Ural, čeprav ni kolonizirala južne Evrope. Študija iz leta 2010 je pokazala, da se je od poznega pleistocena do holocena zgodil strm upad genetske spremenljivosti sajge, verjetno zaradi ozkega grla populacije.

## Značilnosti
Sajga meri 61–81 cm ob rami in tehta 26–69 kg. Dolžina glave in telesa je običajno med 100 in 140 cm. Izrazita značilnost sajge je par tesno razporejenih, napihnjenih nosnic, usmerjenih navzdol. Druge lastnosti obraza so temne oznake na licih in nosu ter ušesa dolga 7–12 cm. Med poletnimi migracijami nos sajge pomaga odstranjevati prah, ki ga dviga čreda in hladi kri. Pozimi segreje hladen zrak, preden ga odnese v pljuča. 
Dlaka kaže sezonske spremembe. Poleti se plašč zdi rumen do rdeč in bledi proti bokom. Mongolska sajga lahko razvije peščeno barvo. Dlaka je pozimi bleda, sivkasto rjave barve, na trebuhu in vratu namiguje na rjavo. Ventralni deli so na splošno beli. Dlačice, ki poleti merijo 18–30 mm, lahko pozimi zrastejo do 40–70 mm. Ta tvori na vratu grivo od 12 do 15 cm. V letu dni lahko opazimo dve levitvi, eno spomladi (od aprila do maja) in drugo jeseni (konec septembra ali v začetku oktobra do konca novembra ali v začetku decembra). Rep meri 6–12 cm.
Samo samci imajo rogove. Ti rogovi, debeli in rahlo prosojni, so barve voska in kažejo 12 do 20 poudarjenih obročev. Rogovi ruske sajge imajo premer 25–33 mm, v dolžino merijo 28–38 cm; rogovi mongolske sajge dosegajo največjo dolžino 22 cm.

## Ekologija in vedenje
Sajge tvorijo zelo velike črede, ki se pasejo v polpuščavah, stepah, na travnikih in odprtih gozdovih, jedo pa več vrst rastlin, tudi nekatere, ki so strupene za druge živali. Lahko prehodijo velike razdalje in plavajo čez reke, vendar se izogibajo strmim ali robustnim območjem. Sezona parjenja se začne novembra, ko se samci borijo za sprejem samic. Zmagovalec vodi čredo od pet do 50 samic. V pomladnem času se samice zberejo, da bi kotile. Dve tretjini rojstev sta dvojčka; preostala tretjina rojstev je eno tele.
Sajge so, tako kot mongolske gazele, znane po obsežnih selitvah po stepah, ki jim omogočajo, da uidejo naravnim nesrečam . Sajge je zelo občutljive na volkove. Mladiči so tarče lisic, stepskih orlov, planinskih orlov, psov in krokarjev.

## Razprostranjenost in habitat

### Antika
V zadnjem ledeniškem obdobju so sajge segale od Britanskega otočja prek Srednje Azije in Beringovega preliva do Aljaske in kanadskega Yukona na severozahod. Do klasične dobe so menda veljale za značilno žival Skitije, sodeč po opisu zgodovinarja Strabona, živali, imenovane kolos, ki je bila 'med jeleni in ovnom po velikosti' in so (razumljivo, a napačno) verjeli, da pije skozi nos.
Številni dokazi kažejo na pomen antilope za kulturo Andronov. Ilustracije sajge lahko najdemo med jamskimi slikami, ki so bile datirane v 7. do 5. stoletje pred našim štetjem. Poleg tega so našli kosti sajge med ostanki drugih divjih živali v bližini človeških naselij .

### Od 14. do 20. stoletja
Razdrobljene informacije kažejo obilico sajg na ozemlju sodobnega Kazahstana v 14. in 16. stoletju. Migracijske poti so segale po celotnem območju države, zlasti na območju med reko Volgo in reko Ural. Henryk Sienkiewicz v svojem epu Z ognjem in mečem, ki je bil objavljen leta 1647, omenja črede sajg na divjih poljih Ukrajine. Ko se je do druge polovice 19. stoletja število osebkov povečalo, se je začel pretiran izvoz rogov. Visoka cena in povpraševanje po rogovih je pospešilo radikalen lov. Število živali se je zmanjšalo v vseh regijah, selitvene poti pa so se premaknile proti jugu.
Po hitrem zatonu so jih v 1920-ih skoraj popolnoma iztrebili, vendar so si opomogle. Do leta 1950 so jih v stepah ZSSR našli dva milijona. Njihova populacija je drastično padla po razpadu ZSSR zaradi nenadzorovanega lova in povpraševanja po rogovih v kitajski medicini. V nekem trenutku so nekatere skupine za ohranjanje narave, kot je Svetovni sklad za prostoživeče živali (World Wildlife Fund), spodbujale lov na to vrsto, saj je bil rog predstavljen kot alternativa nosorogovemu.

### Današnja populacija se manjša
Danes se je število osebkov spet močno zmanjšalo - kar 95 % v 15 letih. IUCN je sajgo uvrstil med kritično ogrožene. V Kalmikiji, treh območjih Kazahstana in na dveh izoliranih območjih Mongolije, danes po ocenah živi približno 50.000 sajg. Druga majhna populacija v predkaspijskem območju Rusije je še vedno izjemno ogrožena.
Naravni rezervat Črna dežela (rusko заповедник Чёрные земли) je bil usanovljen v ruski republiki Kalmikiji v 1990-ih za zaščito lokalne populacije sajg. Predsednik Kalmikije Kirsan Iljumzhinov je leto 2010 razglasil za leto sajge v Kalmikiji. V Kazahstanu so ugotovili, da se število sajg povečuje, od približno 21.000 na začetku tega tisočletja do približno 81.000 januarja 2010. Potem pa so maja 2010 v kazahstanski regiji Ural našli približno 12.000 od 26.000 mrtvih sajg. Čeprav smrti trenutno pripisujejo pasteurellolosis (pasterela), nalezljivi bolezni, ki prizadene pljuča in črevesje, je treba še določiti osnovni sprožilec. Maja 2015 je v treh severnih regijah države izbruhnila enaka bolezen. Od 28. maja 2015 je bilo v osrednjem Kazahstanu, v populaciji Betpak-Dala, več kot 120.000 sajg potrjeno mrtvih, kar predstavlja več kot tretjino svetovne populacije. Do aprila 2016 se zdi, da so se sajge vračale, na območju Betpak-Dala se je število povečalo z 31.000 na 36.000. 

### Mongolska sajga
Mongolsko sajgo (S. t. Mongolica) najdemo na majhnem območju v zahodni Mongoliji okoli naravnih rezervatov Šarga in Mankhan.

## Grožnje in ohranitev
Rog sajge se uporablja v tradicionalni kitajski medicini in ga lahko prodajo za kar 150 ameriških dolarjev. Povpraševanje po rogovih je uničilo populacijo na Kitajskem, kjer je sajga zaščitena vrsta I. razreda, zato je znan krivolov in tihotapljenje.
Pod okriljem Konvencije o selitvenih vrstah divjih živali (Convention on the Conservation of Migratory Species of Wild Animals), znane tudi kot Bonska konvencija, je bil sklenjen Memorandum o soglasju o ohranjanju, obnovi in trajnostni rabi Sajga antilope (Memorandum of Understanding (MoU) Concerning Conservation, Restoration and Sustainable Use of the Saiga Antelope), ki je začel veljati 24. septembra 2006. Zmanjševanje števila sajg je med najhitrejšimi med velikimi sesalci, ki so ga nedavno opazili, cilj memoranduma o zmanjšanju trenutne stopnje izkoriščanja pa je ponovna vzpostavitev statusa populacije teh nomadov srednjeazijskih stepskih držav.
Junija 2014 je kitajska carina na kazahstanski meji odkrila 66 primerov tihotapljenja ali 2351 rogov sajg, ki naj bi bili vredni več kot 11 milijonov USD . Po tej ceni bi vsak rog stal več kot 4600 ameriških dolarjev.
Junija 2015 je E. J. Milner-Gulland (predsednik zavezništva za zaščito sajge) dejal: »Boj proti krivolovu mora biti glavna prioriteta ruske in kazahstanske vlade«.

### Lov
Lov na sajge je bil pomemben že od prazgodovine, ko je bil lov bistveno sredstvo za pridobivanje hrane. Rogovi, meso in koža imajo tržno vrednost in se izvažajo iz Kazahstana.
Rog sajge, znan kot Cornu Antelopis, je ena glavnih sestavin tradicionalne kitajske medicine, ki se uporablja kot ekstrakt ali dodatek v prahu eliksirjem, mazilom in pijačam. Vrednost roga je enaka rogu nosoroga, katerega trgovina je bila prepovedana leta 1993. V večini receptov TCM velja, da je Cornu Antelopis cenejši nadomestek redkega nosoroga roga. Čeprav sta lov in trgovina nezakoniti, je izdelke iz roga še vedno mogoče prodati javno in odprto v številnih krajih in podjetjih.
V obdobju od leta 1955 do 1989 je bilo v Kazahstanu zbranega več kot 87 tisoč ton mesa, saj je bilo ubitih več kot pet milijonov sajg.
Leta 2011 je Kazahstan znova potrdil prepoved lova na sajgo in podaljšal to prepoved do leta 2021.
Meso je primerljivo z jagnjetino in velja za hranljivo in okusno. Obstajajo številni recepti za kuhanje. Tako meso kot stranski proizvodi se prodajajo v državi in zunaj nje. En posameznik lahko da približno 45–80 dm² kože, odvisno od starosti in spola. Koža se uporablja za izdelavo semiša.

### Fizične ovire
Kmetijski napredek in človeška naselja že od 20. stoletja krčijo habitatna območja sajg. Zakupniki so omejili prehod sajg do vodnih virov in zimske in poletne habitate. Neprestano spreminjajoča se stepa zahteva od sajg, da iščejo nove poti na svoje običajne pašnike. Trenutno selitvene poti populacij sajg prečkajo pet držav in različne konstrukcije, ki jih je ustvaril človek, kot so železnice, jarki, rudarska območja in cevovodi. Te fizične ovire omejujejo gibanje živali. Opisani so primeri čred, ki so se ujele na ograjenih območjih in se izstradale do smrti. Kazahstan je od leta 2011 postavil več kot 150 km žične ograje na meji z Uzbekistanom. Ta ograja omejuje sezonsko selitev sajg in drugih manjših živali. Čeprav so bili izraženi pomisleki, se ograje še vedno gradijo.

### Podnebne spremembe
Sajge so odvisne od vremena, nanje zaradi selitvene narave v veliki meri vplivajo podnebna nihanja. Ostre zime z močnim vetrom ali veliko snežno odejo onemogočajo hranjenje na travi. Velikost populacije se po hudih hladnih mesecih običajno močno zmanjša. Nedavni trendi podnebnih sprememb vodijo k povečanju suše v stepah, torej pomanjkanju pašnih površin. 14 % ali več razpoložljivih pašnikov velja za degradirane in neuporabne. Majhne stepske reke se hitreje posušijo, vodni viri so omejeni na velika jezera in reke, kjer so običajno človeška naselja. Poleg tega visoke temperature v stepskem območju vodijo do spomladanskih poplav, v katerih se lahko utopijo teleta. 

### Množična smrtnost 1980 do 2015
Pri kopitarjih množična smrtnost ni redka. V 1980-ih se je zgodilo več poginov sajg, med letoma 2010 in 2014 pa eno. Smrti bi lahko bile povezane s kotitvijo telet, ki so takrat najbolj izpostavljene. Novejše raziskave, ki so vključevale množičen pogin leta 2015 kažejo, da zaradi toplejšega vremena in spremljajoče vlažnosti bakterije, ki so pogoste pri sajgah, preidejo v krvni obtok in povzročijo hemoragično septikemijo.

## 2015–2016 epizootika
Maja 2015 je občasno veliko število sajg poginilo zaradi skrivnostne epizootske bolezni, za katero se sumi, da je pasteurellolosis - pasterela. Poguba črede je 100 % ko je enkrat okužena, približno 40 % celotne populacije vrste je že poginila.  Do konca maja 2015 so našli več kot 120.000 trupel, skupno število populacije pa je bilo le 250.000.
Biolog Murat Nurušev je predlagal, da bi bil vzrok lahko akutno vnetje sluznice, katere simptome (napihnjenost, penjenje ust in driska) so opazili pri mrtvih sajgah. Kot je povedal Nurušev, se je ta bolezen pojavila kot posledica krmljenja velike količine rastlin, ki zlahka fermentirajo (lucerna, detelja, žafran in mešana mokra zelena trava). Maja 2015 je agencija Združenih narodov, ki sodeluje pri prizadevanjih za ohranjanje sajge, izdala izjavo, da se je množičen pogin končal. Do junija 2015 še ni bil ugotovljen dokončen vzrok za epizootiko.
Na znanstvenem srečanju novembra 2015 v Taškentu v Uzbekistanu je dr. Richard A. Kock (iz Kraljevega veterinarskega kolidža v Londonu) poročal, da so njegovi sodelavci in on zožili možne krivce. Podnebne spremembe in nevihtno spomladansko vreme bi lahko neškodljive bakterije, ki jih prenašajo sajge, spremenilo v smrtne patogene.
Za vzrok smrti je bila ugotovljena bakterija Pasteurella multocida. Ta se pojavlja pri antilopah in je običajno neškodljiva; razlog za spremembo vedenja bakterije ni znan.
Zdaj znanstveniki in raziskovalci verjamejo, da so nenavadno tople in vlažne nenadzorovane spremenljivke okolja povzročile, da je bakterija vstopila v krvni obtok in postala septična. Hemoragična septikemija je najverjetnejši vzrok za najnovejšo smrtnost. Spremembo bakterij lahko pripišemo »odzivu oportunističnih mikrobov na spreminjajoče se okoljske razmere«.
Število populacije sajge v Betpak-Dala v osrednjem Kazahstanu, kjer je bilo največ smrti, se je od epidemije do aprila 2016 povečalo z 31.000 na 36.000.
Konec leta 2016 se je v Mongoliji zgodila velika izguba živali. Etiologija je bila potrjena kot kozja kuga v začetku leta 2017.

### V ujetništvu
Trenutno samo še moskovski živalski vrt in biosferni rezervat Askania-Nova ohranjata sajge. Kölnski zoološki vrt in živalski vrt San Diegu sta jih imela v preteklosti. Pleistocenski park na severu Sibirije načrtuje uvedbo vrste.